# Ф
Ф (gemen: ф) är en bokstav i det kyrilliska alfabetet. Den uttalas som f. Bokstaven härstammar från grekiska alfabetets fi (Φ, φ). Vid transkribering av ryska skriver man f i svensk text och [f] i IPA. Vid translitteration till latinska bokstäver enligt ISO 9 motsvaras bokstaven också av f.

## Teckenkoder i datorsammanhang
| Teckenkoder        | Versal: Ф                  | Gemen: ф                 |
| ------------------ | -------------------------- | ------------------------ |
| Namn (Unicode)     | CYRILLIC CAPITAL LETTER EF | CYRILLIC SMALL LETTER EF |
| Kodpunkt (Unicode) | U+0424                     | U+0444                   |
| HTML               | &#1060;                    | &#1092;                  |